# Kielonka błyszcząca

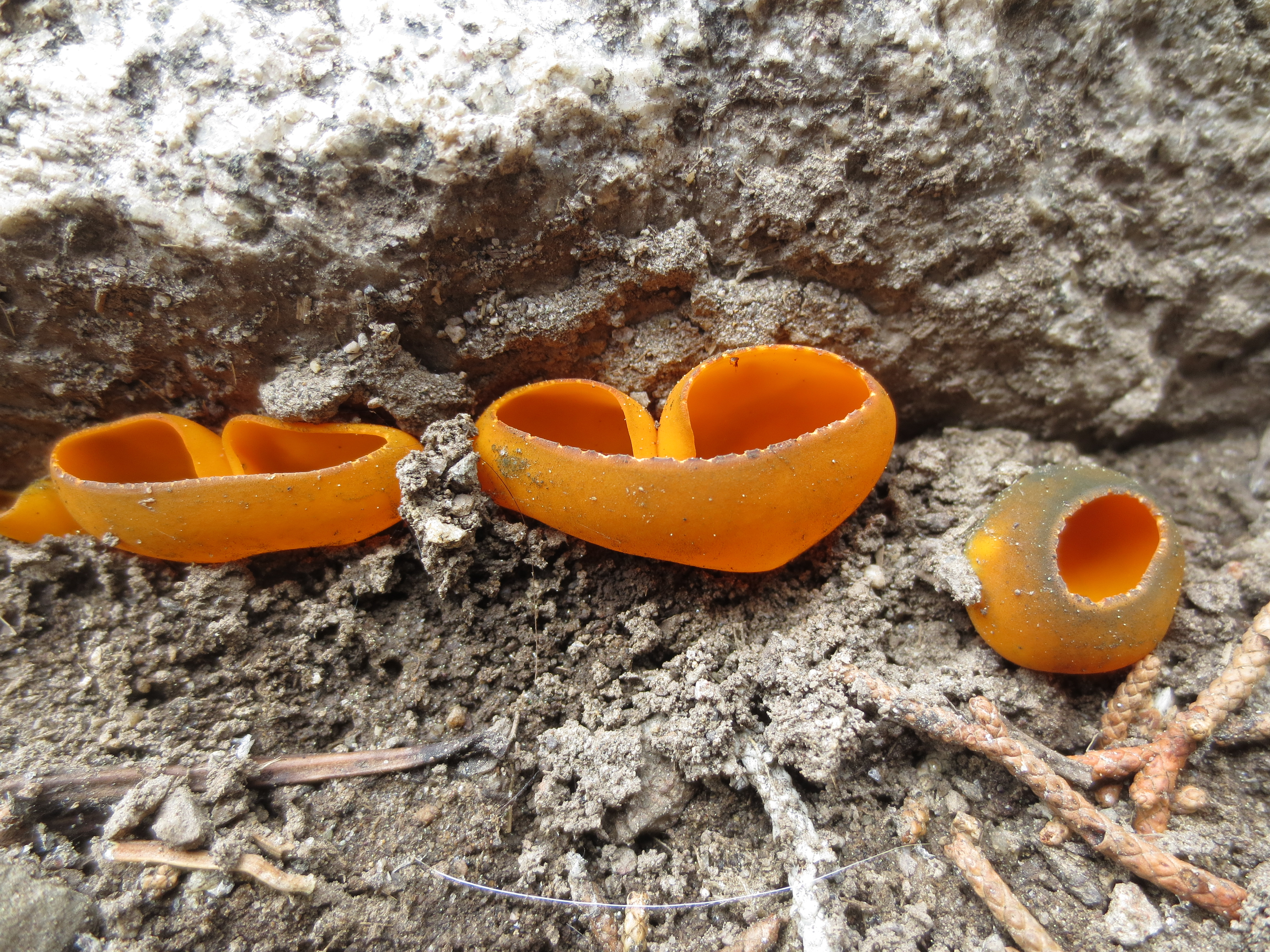

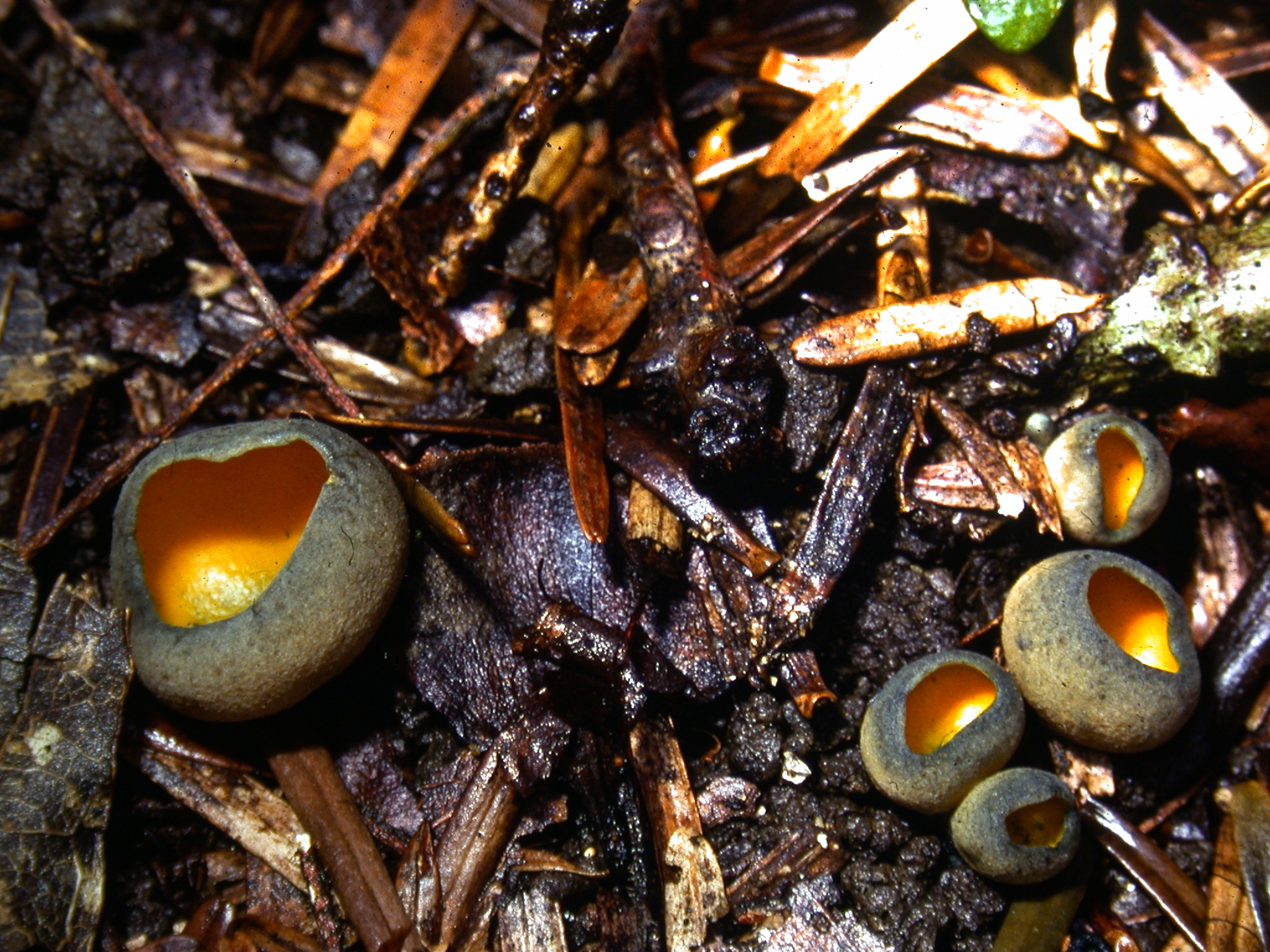

Kielonka błyszcząca (Caloscypha fulgens (Pers.) Boud.) – gatunek grzybów z rodziny Caloscyphaceae.

## Systematyka i nazewnictwo
Pozycja w klasyfikacji według Index Fungorum: Caloscypha, Caloscyphaceae, Pezizales, Pezizomycetidae, Pezizomycetes, Pezizomycotina, Ascomycota, Fungi.
Po raz pierwszy takson ten opisał w 1822 r. Christiaan Hendrik Persoon, nadając mu nazwę Peziza fulgens. Obecną, uznaną przez Index Fungorum nazwę nadał mu w 1907 roku Jean Louis Émile Boudier.
Ma 10 synonimów. Niektóre z nich:
- Geniculodendron pyriforme G.A. Salt 1974
- Lamprospora fulgens (Pers.) Snyder 1936[2].

## Morfologia
Owocnik
Typu apotecjum (miseczki), początkowo kulisty, ale potem nierówno pęka tworząc miseczkę o falistych brzegach. Ma średnicę do 5 cm. Często owocniki rosną blisko siebie i wskutek nacisku ich naturalny kolisty kształt ulega zniekształceniu, ponadto w miarę rozwoju miseczka ulega coraz większemu rozpłaszczeniu. Jej wewnętrzna powierzchnia jest gładka, o barwie od żółtej do żółtopomarańczowej. Powierzchnia zewnętrzna kosmkowato chropowata i ciemniejsza, o barwie ciemnoniebieskiej z zielonkawoniebieskim nalotem. Podobne przebarwienia, ale w mniejszym stopniu, występują również na powierzchni wewnętrznej i na grzybni wrastającej z apotecjum do gleby. Miąższ kruchy, kremowy, o łagodnym smaku i bez zapachu.
Cechy mikroskopijne
Zewnętrzna część ekscypulum o grubości około 0,1 mm zbudowana z napęczniałych strzępek o kształcie od beczkowatego do kulistego, średnicy do 20(–30) µm i zazwyczaj pokrytych żywicą. Część wewnętrzna zbudowana ze szklistych, cienkościennych strzępek, czasami rozgałęzionych, z przegrodami, o średnicy 4–10(–15) µm. Parafizy cylindryczne do falistych, niektóre zwężające się w wierzchołku, o średnicy 2,5–3,5 µm, zazwyczaj septowane i rozgałęzione 40–60 µm poniżej wierzchołków. Ich zawartość jest jednorodna. Worki cylindryczne, na ogół z dość ściętym wierzchołkiem, nieamyloidalne, 8-zarodnikowe, 110–135 × 8–9 µm. Askospory w worku początkowo w dwóch rzędach, ale w stanie dojrzałym w jednym rzędzie, kuliste lub prawie kuliste (5,5–)6–6,5(–7) µm, o ścianie gładkiej, lekko pogrubionej (do 0,5 µm), szkliste, w odczynniku Melzera bladożółte.
Gatunki podobne
Dużo bardziej pospolita jest dzieżka pomarańczowa (Aleuria aurantia). Również ma pomarańczową wewnętrzną część miseczki, ale część zewnętrzna także jest pomarańczowa i nigdy nie ma typowych dla kielonki błyszczącej ciemnoniebieskich i zielonkawoniebieskich odcieni.

## Występowanie i siedlisko
Występuje w Ameryce Północnej (USA, Kanada), Europie, Azji Północnej i na wyspach japońskich. W Polsce M.A. Chmiel w 2006 r. przytacza 7 stanowisk. Bardziej aktualne i liczne stanowiska przytacza internetowy atlas grzybów. Znajduje się na Czerwonej liście roślin i grzybów Polski. Ma status R – gatunek rzadki, który zapewne w najbliższej przyszłości przesunie się do kategorii wymierających, jeśli nadal będą działać czynniki zagrożenia.
Grzyb saprotroficzny naziemny. Występuje w liściastych i mieszanych lasach, głównie w miejscach wilgotnych na podłożu wapiennym. Owocniki pojawiają się od kwietnia do lipca, pojedynczo lub w grupach.